# 奧古斯滕堡的卡羅琳·阿瑪莉埃
奧古斯滕堡的卡羅琳·阿瑪莉埃（丹麥語：Caroline Amalie af Augustenborg，1796年6月28日—1881年3月9日），丹麥王后，出身自歐登堡王朝分支什勒斯維希-霍爾斯坦-森訥堡-奧古斯滕堡家族。她的丈夫是丹麦国王克里斯蒂安八世。
她的母亲路易絲·奧古斯塔是丹麦国王克里斯蒂安七世和英国公主卡羅琳·瑪蒂爾達的女兒。路易絲·奧古斯塔为她介绍了国王克里斯蒂安八世，两人在1815年结婚。卡羅琳·阿瑪莉埃成为了他的第二任妻子和他独生子的继母。两人的婚姻生活和谐但一直没能生孩子。